# Kodachrome (film)
Kodachrome este un film dramatic lansat în 2017, regizat de Mark Raso, scris de Jonathan Tropper, și bazat pe un articol publicat în New York Times și scris de A.G. Sulzberger. Din distribuție fac parte Ed Harris, Jason Sudeikis, Elizabeth Olsen, Bruce Greenwood, Wendy Crewson și Dennis Haysbert. Filmul a fost turnat pe peliculă de 35mm. 
Filmul a avut premiera mondială la Festivalul Internațional de Film de la Toronto pe 8 septembrie 2017 și a fost lansat pe 20 aprilie 2018 de Netflix.

## Intrigă
Matt Ryder este un producător muzical ce se află în pericol de a-și pierde jobul din cauza eșecurilor constante de a semna cu artiști faimoși. Într-o zi, o întâlnește în biroul său pe Zooey Kern, îngrijitoarea tatălui său, Benjamin. Ea îl informează că Ben este pe moarte din cauza cancerului și are o ultimă dorință: să meargă în orașul Parsons din Kansas pentru a developa niște fotografii Kodachrome la Dwayne's Photo, ultimul magazin foto care mai developează acest tip de peliculă. Din cauza digitalizării, magazinul va sista definitiv aceste developări în câteva săptămâni. 
Matt este certat cu Ben de multă vreme și refuză să călătorească cu el în Kansas. Din cauza pasiunii pentru fotografie, Ben a fost mai mereu plecat și și-a înșelat soția în repetate rânduri, iar el este învinovățit de Matt pentru copilăria sa tulbure. Larry, managerul lui Ben, se oferă să stabilească o întâlnire între Matt și Spare Sevens, o formație rock renumită cu care el încearcă să semneze un contract și care i-ar putea salva locul de muncă. În schimb, Larry dorește ca Matt să meargă împreună cu Ben și Zooey în Kansas. Acesta acceptă. După ce se opresc la un motel, Matt îl acuză pe tatăl său că nu a lăsat nicio moștenire în domeniul său și că nimeni nu va plânge după moartea sa. Călătoria continuă, iar Ben sugerează un ocol pentru a-l vizita pe fratele său. Matt și Zooey încep să formeze o relație după ce ea îi descoperă colecția muzicală. Ulterior, un Matt cherchelit încearcă să o sărute pe Zooey, dar aceasta îl refuză, după care cei doi încep să povestească despre mariajele lor eșuate.
La un hotel din Chicago, Matt află că a primit de la Larry o intrare specială la concertul celor de la Spare Sevens. Cu ajutorul sfaturilor primite de la Ben, Matt este pe cale să obțină semnătura, dar după ce unul dintre membrii formației observă că Ben a urinat pe el și începe să-l batjocorească, Matt renunță la contractul cu ei. Ulterior, Matt merge la un bar din apropiere. După o divergență între cei doi, Ben o concediază pe Zooey, iar aceasta i se alătură lui Matt la bar. După câteva pahare, ei se întorc la hotel și se culcă împreună. Matt se trezește și o vede pe Zooey cum se îmbracă și împachetează, ea spunându-i că a făcut o greșeală și că va pleca. După ce Ben nu răspunde la ușă, Matt îl descoperă leșinat pe podea. La spital, doctorul îi spune lui Matt că boala lui Ben s-a extins și că nu mai este în stare să călătorească. În acea seară, un Ben înlăcrimat își cere scuze în fața lui Matt pentru că nu a reușit să fie un tată bun pentru el. 
Cu doar o zi rămasă pentru a developa fotografiile, Matt îl scoate pe Ben din spital pentru a ajunge în Kansas. După ce se cazează la un hotel, ei merg la magazinul Dwayne's Photo, acolo unde Ben este întâmpinat de proprietarul Dwayne. Ulterior, la hotel, Ben este recunoscut de câțiva fotografi, inclusiv de unul care spune că a ales această meserie datorită lui Ben. În camera de hotel, în timp ce își curăță aparatul foto, Ben moare. A doua zi, Dwayne îi aduce fotografiile lui Matt. Ulterior, Matt îi lasă lui Zooey câteva mesaje vocale, spunându-i că nu va renunța la ea. Înapoi la casa lui Ben, Matt încarcă fotografiile în proiector și privește diapozitivele. Acestea îl prezintă pe Matt când era mic, împreună cu mama și tatăl său. După puțin timp, Zooey își face apariția, iar cei doi încep să vizioneze fotografiile împreună.

## Distribuție
- Ed Harris în rolul fotografului profesionist Benjamin Asher Ryder
- Jason Sudeikis în rolul producătorului muzical Matt Ryder
- Elizabeth Olsen în rolul asistentei Zooey Kern
- Bruce Greenwood în rolul unchiului Dean, fratele mai mic al lui Ben
- Wendy Crewson în rolul mătușii Sarah, soția lui Dean
- Dennis Haysbert în rolul lui Larry, managerul lui Ben
- Gethin Anthony în rolul lui Jasper, vocalist al formației Spare Sevens
- Bill Lake în rolul lui Dwayne, editorul de peliculă din Kansas

## Lansare

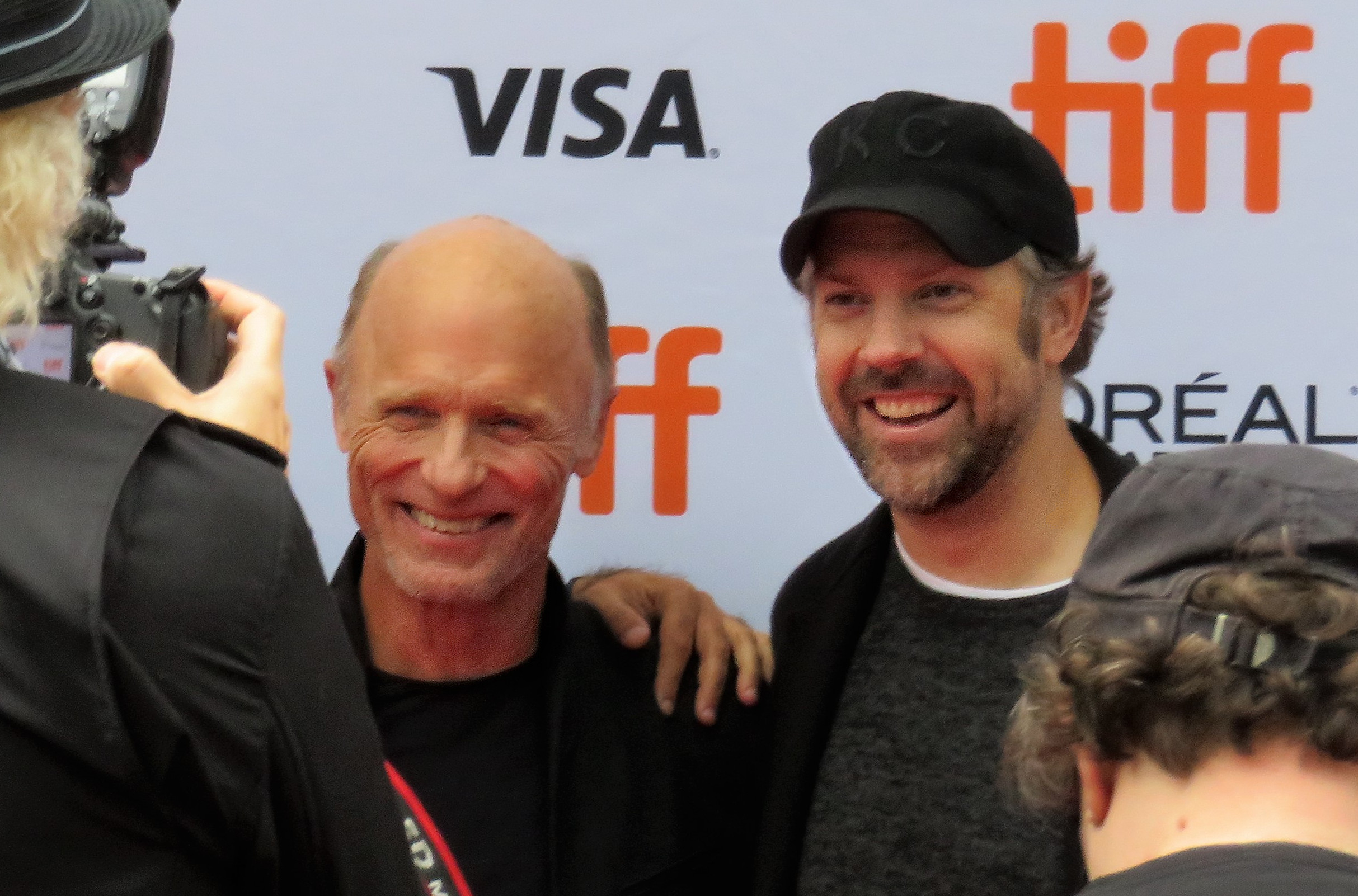
Harris și Sudeikis la premieră (2017)

Filmul a avut premiera la Festivalul Internațional de film de la Toronto 2017. La scurt timp după, Netflix a obținut drepturile de distribuire ale filmului. Filmul a fost lansat pe 20 aprilie 2018.

### Reacția criticilor
Pe Rotten Tomatoes, filmul are un rating de 72% bazat pe 46 de recenzii, cu o notă medie de 6,2/10. Recenzia consens de pe site citează, "Kodachrome iese în câștig datorită performanței colorate a lui Ed Harris, care este suficientă să animeze o dramă de călătorie solidă, dar previzibilă." Pe Metacritic, filmul are un scor de 57 din 100, bazat pe 17 recenzii, indicând "recenzii mixte sau mediocre".